# Mühlebach
Mühlebach  est une localité et ancienne commune suisse du canton du Valais, située dans le district de Conches.
Mühlebach est rattachée, le 1er octobre 2004, avec Ausserbinn et Steinhaus à la commune de Ernen. Elle a porté le numéro OFS 6062.

## Population et société

### Surnom
Les habitants de la commune sont surnommés d' Schattuschlicker, soit ceux qui se gorgent d'ombre, à un endroit peu ensoleillé, en dialecte haut-valaisan.

### Démographie
La commune compte 109 habitants en 1850, 108 en 1900, 84 en 1950 et 81 en 2000.

## Culture et patrimoine

### Héraldique
| Blason | Blasonnement : D'argent à la roue de moulin de sable accompagnée en pointe d'un mont à trois coupeaux de sinople . |